# Stephen Gordon
Stephen J. Gordon (ur. 4 września 1986 w Manchesterze) – angielski szachista, arcymistrz od 2009 roku.

## Kariera szachowa
Wielokrotnie zdobywał tytuły mistrzów Wielkiej Brytanii juniorów, m.in. w latach 1997 (w kategorii do 10 lat), 2005 (dwukrotnie – do 18 i 21 lat), 2006, 2007 i 2008 (za każdym razem w kategorii do 21 lat). W 2006 r. zwyciężył w kołowym turnieju w Los Llanos de Aridane oraz zajął IV m. (za Nigelem Shortem, Šarūnasem Šulskisem i Lukiem McShane'em) w rozegranych w Liverpoolu mistrzostwach Unii Europejskiej, wypełniając pierwsza normę na tytuł arcymistrza. Kolejne dwie normy zdobył w drużynowych mistrzostwach Wielkiej Brytanii, w sezonach 2006/07 oraz 2008/09. W 2009 r. zadebiutował w reprezentacji Anglii podczas drużynowych mistrzostw Europy rozegranych w Nowym Sadzie.
Dwukrotnie zdobył srebrne medale mistrzostw Wielkiej Brytanii, w latach 2007 i 2012.
Najwyższy ranking w dotychczasowej karierze osiągnął 1 kwietnia 2009 r., z wynikiem 2540 punktów zajmował wówczas 8. miejsce wśród angielskich szachistów.